# Nh. Dini
Nh. Dini, właśc. Nurhayati Srihardini Siti Nukatin (ur. 29 lutego 1936 w Semarang, zm. 4 grudnia 2018 tamże) – indonezyjska pisarka i feministka.
W 2003 roku otrzymała S.E.A. Write Award. Zmarła w wypadku drogowym w 2018 r.

## Twórczość
Powieści
- Hati yang Damai (1961)[4]
- Pada Sebuah Kapal (1973)[5]
- La Barka (1975)
- Namaku Hiroko (1977)
- Orang-orang Trans (1985)
- Pertemuan Dua Hati (1986)